# Ettore Falconieri
Ettore Falconieri (Capri, 13 novembre 1934 – Capri, 12 agosto 2019) è stato un musicista e batterista italiano.
Soprannominato "Bebè", è stato per anni il batterista del cantante Peppino Di Capri.

## Biografia
Inizia la sua carriera attorno al 1954 fondando con l'amico d'infanzia Peppino di Capri il duo caprese e in quei primi anni riscuotono molto successo nei vari locali notturni di Capri, Procida e Ischia. Nel 1956 i due si esibiscono per la prima volta in televisione nella trasmissione Primo applauso condotta da Enzo Tortora, esibendosi con Cry di Kohlman, si classificano primi ma al momento non ottengono contratti discografici. Nel 1958 in seguito alla fondazione dei Rockers, Falconieri accompagnerà Di Capri in tutte le esibizioni live e le incisioni del cantante, anche successivamente al 1968 quando con il cambiamento di alcuni musicisti la denominazione cambierà in I new rockers. Il batterista accompagnerà Di Capri fino al 1974, per un totale di vent'anni di collaborazione. Verrà sostituito da Luciano Gargiulo.
Terminata l'esperienza musicale si ritira a vita privata occupandosi di attività imprenditoriale in un'azienda di panna spray alimentare fino alla pensione.